# 小行星1753
小行星1753（1753 Mieke）是一颗围绕太阳公转的小行星。1934年5月10日，亨德里克·范根特在约翰内斯堡发现了此天体。
該小行星以荷蘭天文學家揚·歐特的妻子邁克·歐特（Mieke Oort）命名。
这颗小行星的绝对星等为230.7327379502933等。